# Michel Hansson
Michel Hansson eller Michel Hanson var en svensk myntmästare, myntgravör, guldsmed och förfalskare.
Hansson var myntmästare i hertigarna Johan och Karls upprättade myntverk i Vadstena 1568. Han var verksam som guldsmed i Söderköping 1592 och utförde tillsammans med sin son Måns Michelsson falskmyntning där Michel graverat stampar till klippningsmynt. De båda dömdes till döden och efter beslut av domare Bengt Ribbing skärptes straffet 1592 till ett så kallat speglande straff som innebar att smält bly från deras falska mynt skulle hällas i deras halsar, ”gjutas dem i halsen”. På Södermalms avrättningsplats omtalade Michel att han 1568 varit ”myntmestare för de sköne Wastene klippingar”.
På avrättningsplatsen på Södermalm hade eldpannor och järnslevar ställts fram inför en stor folksamling och bödeln förberedde länge avrättningen inför de förtvivlade delinkventerna. I sista stund inte bara benådade Kung Johan III de två dömda utan släppte dem även fria. Michel fick fritt bröd – fri vård och omsorg – på Danvikens Hospital resten av livet.
Hela incidenten, daterad den 4 september 1592 finns nedtecknad i Stockholms stads tänkebok 1592 och är förmodligen det enda nedskrivna dokumentet som beskriver en dylik avrättningsform bevarat i Sverige. Forskarna vet inte heller med säkerhet varför de benådades precis innan avrättningen skulle verkställas.
Sonen som fortsatte som guldsmed greps dock några år senare för samma brott och avrättades; han dömdes 1596 till döden efter att han åter förfalskat mynt. Klippmynten som Michel utförde i Vadstena med sina I och C kring en vasakärve har en mycket hög dekorativ verkan.